# Sebastiano Nela
Sebastiano Nela (ur. 13 marca 1961 w Rapallo) – piłkarz włoski grający na pozycji bocznego obrońcy.

## Kariera klubowa
Piłkarską karierę Nela rozpoczął w klubie Genoa CFC. W jego barwach zadebiutował w sezonie 1978/1979 w rozgrywkach Serie B. W sezonie 1979/1980 był już podstawowym zawodnikiem zespołu Genoi, jednak nie zdołał z nim wywalczyć awansu do Serie A. Sukces ten osiągnął jednak rok później, a mała liczba straconych goli przez zespół przyczyniła się do transferu Neli do drużyny AS Roma. W rzymskim klubie od początku zaczął występować w wyjściowej jedenastce i grał na boku obrony. W 1982 roku zajął z Romą 3. miejsce w Serie A, ale jeszcze większy sukces osiągnął w sezonie 1982/1983, gdy wywalczył swoje pierwsze w karierze i, jak się później okazało, jedyne. W 1984 roku zdobył swój pierwszy Puchar Włoch i dotarł do finału Pucharu Mistrzów, jednak Roma przegrała po serii rzutów karnych z Liverpoolem. Kolejne sukcesy Nela osiągnął w 1986 roku, gdy został wicemistrzem Włoch oraz dołożył kolejny krajowy puchar. W 1988 roku zajął 3. miejsce, a w 1991 wywalczył trzeci puchar w karierze. Wystąpił też w finale Pucharu UEFA, w którym Roma okazała się gorsza od Interu Mediolan (0:2, 1:0). Latem 1992 Nela odszedł z zespołu. Przez dwa sezony występował w drużynie SSC Napoli i ostatecznie w 1994 roku zakończył piłkarską karierę w wieku 33 lat.
| Sezon   | Klub       | Kraj   | Rozgrywki | Mecze | Bramki |
| ------- | ---------- | ------ | --------- | ----- | ------ |
| 1978/79 | Genoa CFC  | Włochy | Serie A   | 6     | 0      |
| 1979/80 | Genoa CFC  | Włochy | Serie A   | 28    | 2      |
| 1980/81 | Genoa CFC  | Włochy | Serie A   | 36    | 4      |
| 1981/82 | AS Roma    | Włochy | Serie A   | 30    | 2      |
| 1982/83 | AS Roma    | Włochy | Serie A   | 28    | 2      |
| 1983/84 | AS Roma    | Włochy | Serie A   | 27    | 2      |
| 1984/85 | AS Roma    | Włochy | Serie A   | 20    | 1      |
| 1985/86 | AS Roma    | Włochy | Serie A   | 28    | 2      |
| 1986/87 | AS Roma    | Włochy | Serie A   | 25    | 3      |
| 1987/88 | AS Roma    | Włochy | Serie A   | 6     | 0      |
| 1988/89 | AS Roma    | Włochy | Serie A   | 32    | 2      |
| 1989/90 | AS Roma    | Włochy | Serie A   | 30    | 1      |
| 1990/91 | AS Roma    | Włochy | Serie A   | 28    | 1      |
| 1991/92 | AS Roma    | Włochy | Serie A   | 27    | 0      |
| 1992/93 | SSC Napoli | Włochy | Serie A   | 23    | 0      |
| 1993/94 | SSC Napoli | Włochy | Serie A   | 11    | 0      |

## Kariera reprezentacyjna
W reprezentacji Włoch Nela zadebiutował 22 maja 1984 roku w przegranym 0:1 w Zurychu towarzyskim meczu z RFN. W 1986 roku został powołany przez selekcjonera Enza Bearzota do kadry na Mistrzostwa Świata w Meksyku. Tam był rezerwowym i nie wystąpił w żadnym meczu Włochów, którzy nie obronili tytułu mistrza świata i odpadli w ćwierćfinale po porażce 0:2 z Francją. W latach 1984–1987 Nela rozegrał w reprezentacji narodowej 5 spotkań.